# Thermos (Étolie)
Pour les articles homonymes, voir Thermos.
Thermos (ou Thermon) est une cité et un sanctuaire de la Grèce antique qui était la capitale fédérale de la Ligue étolienne au IIIe siècle av. J.-C. Il est pillé par Philippe V de Macédoine en 218 av. J.-C., en représailles au sac de Dion. 
Il a donné son nom en 1915 à un bourg situé à quelques kilomètres du site, siège du dème homonyme.
Cet ensemble cultuel de l'Étolie (nord du golfe de Corinthe) a été consacré sanctuaire de la Confédération étolienne. Il fut dévasté à deux reprises par Philippe V de Macédoine à la fin du IIIe siècle av. J.-C. A l'intérieur d'une enceinte, l'ensemble monumental comprenait plusieurs temples dont le principal était celui d'Apollon Thermos, des 'stoai', une fontaine et un bouleuterion (vestiges). Dans ce sanctuaire antique le temple C, dès la fin du VIIe siècle av. J.-C., a été orné de peintures en extérieur dont il reste des fragments exposés au Musée national archéologique d'Athènes. 

## Les noms de la ville
En grec ancien, le nom de la ville est aussi bien Θέρμοs (Thérmos, nom masculin ou féminin) que Θέρμον (Thérmon nom neutre). En latin, c'est la forme neutre qui a prévalu : Thermum, de même qu'en grec moderne : Θέρμον (Thérmon, langue savante) puis aujourd'hui Θέρμο (Thérmo, langue démotique).

## Dans la ville actuelle
La ville actuelle est située à un kilomètre environ du site de la ville antique.
- Monastère Saint-Côme-d'Étolie.